# Greta Lee
Greta Lee, née le 7 mars 1983 à Los Angeles (Californie), est une actrice et écrivaine américaine. Elle est connue pour les films St. Vincent (2014), Sisters (2015) et Spider-Man: Dans le spider-verse (2018).

## Biographie
Née de parents immigrants coréens, elle grandit aux États-Unis dans la ville de Los Angeles. Tout en fréquentant la Harvard-Westlake School, elle s’intéresse de près aux arts de la scène.
Après ses études secondaires, elle poursuit cet intérêt et étudie la communication et le théâtre à l' Université Northwestern.
Après avoir obtenu son diplôme en 2005, elle déménage à New York pour travailler comme actrice,.

### Vie privée
Elle est mariée à Russ Armstrong depuis 2014. Ils ont deux fils, Apollo, né en 2016 et Raphael en 2019.

## Carrière
En 2006, elle a joué dans un épisode de New York, unité spéciale et a presque immédiatement commencé à travailler sur Broadway.
Elle a joué dans les séries télévisées comme Girls, High Maintenance, New Girl et Wayward Pines.
Elle a tourné dans Sisters avec Tina Fey et Amy Poehler.
En 2019 et 2022, elle incarne Maxine dans la série télévisée Netflix Poupée russe.
En 2023, elle est à l'affiche de Past lives - Nos vies d'avant de Celine Song et sera nommée de nombreuses fois pour sa performance, notamment aux Golden Globes.
En juillet 2023, elle est annoncée au casting de Tron: Ares de Joachim Rønning.

## Filmographie

### Cinéma

#### Longs métrages
- 2012 : Hello I Must Be Going de Todd Louiso : Une femme
- 2013 : Haibrained de Billy Kent : Gertrude Lee
- 2014 : St. Vincent de Theodore Melfi : #23
- 2014 : Top Five de Chris Rock : Une femme
- 2014 : While We're Young de Noah Baumbach : La journaliste de Sundance (voix)
- 2014 : The Cobbler de Tom McCarthy : Kara
- 2015 : Sisters de Jason Moore : Hae-Won
- 2016 : Money Monster de Jodie Foster : Amy Lee
- 2017 : Gemini d'Aaron Katz : Tracy
- 2017 : Fits and Startsde Laura Terruso : Jennifer
- 2017 : Pottersville de Seth Henrikson : Ilene
- 2018 : Spider-Man: New Generation (Spider-Man: Into the Spider-Verse) de Peter Ramsey, Bob Persichetti et Rodney Rothman : Lyla (voix)
- 2018 : Relationship (In a Relationship ) de Sam Boyd : Maggie
- 2021 : Steve, bête de combat (Rumble) d'Hamish Grieve : La conseillère (voix)
- 2023 : Past Lives de Celine Song : Nora
- 2023 : Spider-Man : Across the Spider-Verse de Kemp Powers, Joaquim Dos Santos et Justin K. Thompson : Lyla (voix)
- 2023 : Backstreet Dogs (Strays) de Josh Greenbaum : Bella (voix)
- 2023 : Problemista de Julio Torres : Dalia
- 2025 : Tron: Ares de Joachim Rønning
- 2025 : A House of Dynamite de Kathryn Bigelow

#### Courts métrages
- 2016 : 10 Crosby d'Albert Moya : Cabbie
- 2017 : Cabiria, Charity, Chastity de Natasha Lyonne : Nina la Showgirl
- 2023 : The Breakthrough de Daniel Sinclair : Jane

### Télévision

#### Séries télévisées
- 2006 : New York, unité spéciale (Law & Order: Special Victims Unit) : Heather Kim
- 2006 : The Electric Company : Greta / Allie
- 2012 - 2013 : High Maintenance : Heidi
- 2012 - 2013 : Nurse Jackie : Une infirmière
- 2013 : Royal Pains : Daisy
- 2013 - 2014 : Girls : Soojin
- 2013 - 2016 : Inside Amy Schumer : Elle-même
- 2014 : Seriously Distracted : Paige
- 2014 - 2015 : New Girl : Kai
- 2014 - 2015 : Above Average Presents : Paige
- 2015 - 2016 : Wayward Pines : Ruby
- 2016 - 2017 : Chance : Lucy
- 2016 - 2018 : High Maintenance : Heidi
- 2017 : Broad City : Dr. Elizabeth Fuller
- 2017 - 2018 : The Good Fight : Amber Wood-Lutz
- 2019 : Divorce : La femme de l'assurance
- 2019 : The Other Two : Genevieve Kim
- 2019 - 2022 : Poupée russe (Russian Doll) : Maxine
- 2020 : Miracle Workers : Princesse Vicky de Valdroggia
- 2020 : What We Do in the Shadows : Celeste
- 2020 : The Twilight Zone : La quatrième dimension (The Twilight Zone) : Ellen Jones
- 2020 : Helpsters : Bita (voix)
- 2021 - 2023 : The Morning Show : Stella Bak
- 2021 - 2023 : HouseBroken : Bubbles / Sophie B / Lucy (voix)
- 2025 : The Studio : elle-même

### Podcast
- 2021 : The Lamb : La patronne de Ted Weeks (voix)

## Distinction

### Nomination
- Golden Globes 2024 : Meilleure actrice dans un film dramatique pour Past Lives[8]